# Vinícius de Oliveira
Vinícius Campos de Oliveira (Rio de Janeiro, 18 de julho de 1985) é um ator brasileiro.

## Biografia
Em 1997, Vinícius de Oliveira foi escolhido entre mais de 1500 candidatos para o papel do menino Josué do filme Central do Brasil, dirigido por Walter Salles, onde foi o ator principal junto com a atriz Fernanda Montenegro. Ele trabalhava engraxando sapatos no Aeroporto Santos Dumont, no Rio de Janeiro, quando foi encontrou o diretor e foi convidado para fazer um teste. Era nascido e criado no Complexo da Maré e tinha o sonho de se tornar jogador de futebol, tendo jogado em um time de sua comunidade.
O filme recebeu diversas premiações no Brasil e no exterior, entre as quais se destacam: o Urso de Ouro (Melhor Filme) no 48º Festival de Berlim, o prêmio de Melhor Filme em Língua Estrangeira do Globo de Ouro e duas indicações para o Óscar em 1999. 
A partir de então Vinícius se destacou como ator mirim, apresentando os programas “Alô, Vídeo Escola” e “Que bicho é esse?” do Canal Futura, de junho de 1998 a março de 2000. Fez parte do elenco principal da novela “Suave Veneno” da TV Globo, direção geral de Ricardo Waddington, no período compreendido entre março e julho de 1999. Teve participação especial no filme “Abril Despedaçado”, também de Walter Salles, filmado em julho de 2000. 
Atuou na peça “Jovem Drummond”, espetáculo criado a partir de cerca de trinta poesias autobiográficas de Carlos Drummond de Andrade, dirigida por André Monteiro, com estréia em novembro de 2000 e que percorreu várias cidades do país, entre elas Rio de Janeiro, Passo Fundo, Salvador, Belo Horizonte e Itabira. O espetáculo contou ainda com a direção musical de Caique Botkay, luzes de Paulo Cesar Medeiros e cenários e figurinos de Daniela Thomas e Márcia Moon. Fez a temporada paulista da peça “Eles não usam Black-tie”, dirigida por Marcus Vinícius Faustini, com Eduardo Moscovis, Sebastião Vasconcelos e Ana Lúcia Torre, entre outros, durante os meses de março, abril e maio de 2001. 
No início de 2003 protagonizou um dos personagens do curta “Bala Perdida”, dirigido por Victor Lopes e vencedor desta categoria no Jurí Oficial do Festival do Rio BR 2003 e Escolha do Público no Festival Internacional de Curtas de São Paulo, também em 2003. Em 2004 atuou na peça “A geração Trianon”, texto de Anamaria Nunes e direção de Chico Caseira, no Teatro Miguel Falabela com o Grupo Caixa Preta. Teve duas participações no seriado Carga Pesada da TV Globo, sendo uma em 2004 e a outra em 2005. Em 2007, participou do filme “Se nada mais der certo” de José Eduardo Belmonte, onde trabalhou como estagiário de assistente de direção.
Atuou no premiado Linha de Passe, de Daniela Thomas e Walter Salles, que teve seu lançamento em agosto de 2008, que recebeu indicações de melhor filme e melhor atriz para o Festival de Cannes em 2008, onde a atriz Sandra Corveloni recebeu o prêmio de melhor intérprete feminina. 
Atuou em 2010 no especial de final de ano da Rede Globo em Nosso Querido Trapalhão, onde fez o papel principal encarnando o jovem Renato Aragão. 
Estreou no filme Assalto ao Banco Central, lançado em julho de 2011, que teve uma audiência de mais de um milhão de espectadores em todo o país. E outros filmes ainda se encontram por vir, aguardando o lançamento comercial. Em 2014 protagonizou o filme Se Deus Vier que Venha Armado, no papel de Damião. No ano seguinte, participou do elenco do premiado filme Boi Neon, que foi lançado comercialmente em janeiro de 2016. Participou da terceira temporada da série da HBO, Magnífica 70.

## Filmografia

### Televisão
| Ano       | Título                  | Personagem               | Notas                       |
| --------- | ----------------------- | ------------------------ | --------------------------- |
| 1998–2000 | Que Bicho é Esse?       | Apresentador             |                             |
| 1999      | Suave Veneno            | Adelmo de Alencar Júnior |                             |
| 2000–2003 | Alô Vídeo Escola        | Apresentador             |                             |
| 2004      | Carga Pesada            | Meleca                   | Episódio: "Homem não Chora" |
| 2010      | Nosso Querido Trapalhão | Renato Aragão            | Especial de fim de ano      |
| 2014      | O Rebu                  | Eduardo Muniz (Edu)      |                             |
| 2015      | Santo Forte             | João                     |                             |
| 2015      | A Regra do Jogo         | Genivaldo                |                             |
| 2016      | Unidade Básica          | Malaquias                | Temporada 1                 |
| 2017      | Sob Pressão             | Namorado de Elaine       | Episódio: "25 de julho"     |
| 2018      | Magnífica 70            | Saulo                    | Temporada 3                 |
| 2019      | Sintonia                | Éder                     |                             |
| 2019      | Segunda Chamada         | Pedro Torres Soares      | Temporada 1                 |
| 2019      | Irmãos Freitas          | Gilvan                   |                             |
| 2020–23   | Um Dia Qualquer         | Maciel                   |                             |
| 2022      | Não Foi Minha Culpa     | Eduardo ("Dudu")         | Episódio: "Maria do Carmo"  |
| 2024      | Os Quatro da Candelária | Breno                    |                             |

### Cinema
| Ano  | Título                            | Personagem               | Notas          |
| ---- | --------------------------------- | ------------------------ | -------------- |
| 1998 | Central do Brasil                 | Josué Fontenele de Paiva |                |
| 2001 | Abril Despedaçado                 | Diogo                    |                |
| 2003 | Bala Perdida                      | Namorado                 | Curta-metragem |
| 2008 | Se Nada Mais Der Certo            | Lolo                     |                |
| 2008 | Linha de Passe                    | Dario                    |                |
| 2011 | Fala Sério!                       | Jonas                    |                |
| 2011 | Fca Carla                         | Dr. Hugo                 |                |
| 2011 | Assalto ao Banco Central          | Devanildo                |                |
| 2011 | A Hora e a Vez de Augusto Matraga | Josias                   |                |
| 2013 | As Órbitas                        | Rafael                   | Curta-metragem |
| 2013 | Sem Alma                          | Crom                     | Curta-metragem |
| 2014 | Se Deus Vier, que Venha Armado    | Damião                   |                |
| 2014 | Quando Ladram os Cães             | Motoboy                  | Curta-metragem |
| 2015 | Boi Neon                          | Júnior                   |                |
| 2016 | Demônia                           | Rildo                    | Curta-metragem |
| 2020 | Volta Seca                        | Inácio                   | Curta-metragem |
| 2021 | Dente por Dente                   | Palhuca                  |                |

## Prêmios e indicações
| Ano  | Prêmio         | Categoria                  | Trabalho          | Resultado | Ref.   |
| ---- | -------------- | -------------------------- | ----------------- | --------- | ------ |
| 1998 | OFTA Awards    | Melhor Revelação Masculina | Central do Brasil | Indicado  | [ 13 ] |
| 1999 | Prêmio Guarani | Revelação do Ano           | Central do Brasil | Venceu    | [ 14 ] |